# マリー・パッカー
マリー・パッカー（Marlie Packer、1989年10月2日 - ）は、イングランドの女子ラグビーユニオン選手。

## プロフィール
- イングランド・ヨーヴィル出身[1]。
- ポジションはフランカー(FL)。
- 身長 165cm、体重 73kg
- 7人制女子イングランド代表に選ばれたことがある。
- 女子イングランド代表キャップは74（2022年11月現在）。
- 2014年W杯・2017年W杯の女子イングランド代表に選ばれた[2]。

## 略歴
2022年、ラグビーワールドカップ2021の女子イングランド代表に選ばれて、レッド・ローズ2大会連続準優勝に貢献。

## 受賞歴
- ワールドラグビー女子15人制ドリームチーム:2022年[4]